# Maria Micșa
Maria Micșa-Macoviciuc, née le 31 mars 1953 à Timișoara (Roumanie), est une ancienne rameuse roumaine. Elle est médaillée de bronze aux Jeux de 1976.

## Carrière
Elle est médaillée d'or mondiale en quatre de couple en 1972.
Lors des Jeux olympiques d'été de 1976, elle remporte une médaille de bronze en quatre de couple. C'est la première médaille olympique de la Roumanie dans ce sport.

## Palmarès

### Jeux olympiques
- Jeux olympiques d'été de 1976 à Montréal ( Canada) :
  -  médaille de bronze en quatre de couple

### Championnats du monde
- Championnats du monde 1980 à Hazewinkel ( Belgique) :
  -  médaille d'argent en quatre de couple
- Championnats du monde 1977 à Amsterdam ( Pays-Bas) :
  -  médaille d'argent en quatre de couple

### Championnats d'Europe
- Championnats d'Europe 1973 à Moscou ( Union soviétique) :
  -  médaille d'argent en quatre de couple
- Championnats d'Europe 1972 à Brandenbourg ( République démocratique allemande) :
  -  médaille d'or en quatre de couple